# 21736 Самашнайд
21736 Самашнайд (21736 Samaschneid) — астероїд головного поясу, відкритий 9 вересня 1999 року.
Тіссеранів параметр щодо Юпітера — 3,553.